# Rio Naf
O rio Naf (em bengali:  নাফ নদী Naf Nodi IPA: [naf nod̪i]; birmanês:  နတ်မြစ် [naʔ mjɪʔ]; arracanês: နတ်မြစ် [nɛ́ mràɪʔ]) é um rio do Bangladexe e de Mianmar (Birmânia). Delimita uma parte da Fronteira Bangladexe-Mianmar. Nasce nos Montes Arracão e desagua na Baía de Bengala. A sua profundidade média é de 39 metros, e a profundidade máxima é de 120 metros.
Forma um estuário muito longo no extremo sudeste do distrito de Cox's Bazar, no Bangladesh, que se separa do estado de Raquine, em Mianmar. A largura do estuário varia entre 1,6 e 3,2 km. É sensível à maré a uma grande distância.
A ilha Shinmabyu Kyun, situada na foz do rio, foi disputada entre britânicos e birmaneses, e é considerada como uma das causas imediatas da Primeira Guerra Anglo-Birmanesa.

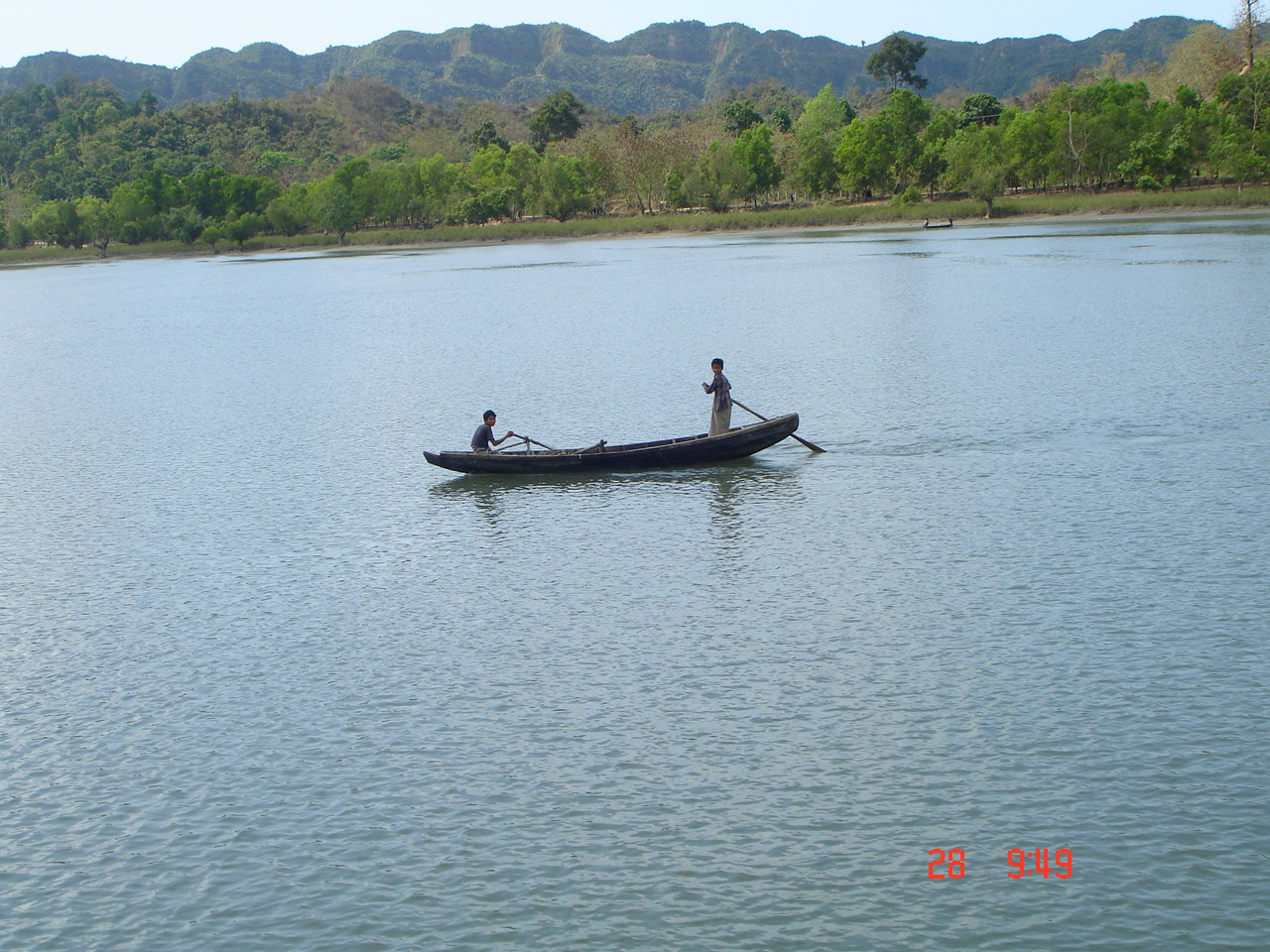
Pescador no rio Naf